# 老希拉克略
老希拉克略（希臘語：Ἡράκλειος，转写：Herákleios；死于610年）本名希拉克略，是拜占庭帝国阿非利加总督，也是拜占庭皇帝希拉克略（610-641年在位）的父亲，因此一般称他为老希拉克略（Ηράκλειος ο Πρεσβύτερος）。老希拉克略可能是一个亚美尼亚人，在6世纪80年代，参与了拜占庭帝国与萨珊波斯的战争，表现突出。作为副将（拜占庭称hypostrategos），他先是随菲利皮科斯参与了索拉孔战役及其他战斗，可能又随科墨恩提奥卢斯在西萨尔巴农（Sisarbanon）战斗。约595年，老希拉克略被莫里斯皇帝任命为亚美尼亚的陆军总长，受命平定萨缪尔·瓦赫乌尼（Samuel Vahewuni）和阿塔特·库尔库鲁尼（Atat Khorkhoruni）的叛乱。约600年，他被任命为阿非利加总督；608年，他和同名儿子希拉克略以阿非利加为基地发动针对福卡斯皇帝的叛乱，他的儿子率军攻入君士坦丁堡，推翻了福卡斯，自己称帝，开创希拉克略王朝；老希拉克略则在收到儿子成功登位的消息后不久去世。

## 血统问题
老希拉克略很可能是亚美尼亚人，因為他在年轻时就可以流利地讲希腊语和亚美尼亚语。他的亚美尼亚血统见于从拜占庭史家狄奥菲拉克特·西莫卡塔的一段记载，这段记载称老希拉克略是拜占庭亚美尼亚的土著。现代历史学家安东尼·卡尔德利斯宣称“没有一份原始记载称老希拉克略是个亚美尼亚人”，这实际可能是误解了狄奥菲拉克特的记载。在原记载中，老希拉克略的接任者，将军普利斯库斯在信中让他“离开军队，回到在亚美尼亚的自己的城市”；卡尔德利斯将“自己的城市（his own city）”理解为老希拉克略的指挥部所在地，而不是他的故乡。记载中没有提及这里的“自己的城市”指的是哪里，历史学家玛丽·惠特比（Mary Whitby）和迈克尔·惠特比（Michael Whitby）认为此时老希拉克略已被任命为亚美尼亚陆军总长，如果这样，这个城市应该指的就是罗马属亚美尼亚的首府狄奥多西波利斯（今埃尔祖鲁姆）。此城是拜占庭帝国在东北边境的主要据点，具有很大的战略意义，一直是拜占庭与波斯人争夺的焦点。阿纳斯塔修斯一世和查士丁尼一世两位皇帝重修城防，修建新的防御工事。
关于老希拉克略的祖先，目前还不得而知。现代历史学家西里尔·曼戈认为他可能是5世纪将领埃德萨的希拉克略的后裔。亚美尼亚史家塞博俄斯的记载称，老希拉克略的祖先与阿尔萨息家族（亚美尼亚王族）有亲缘关系。这一理论得到俄罗斯历史学家西里尔·托马诺夫的支持，亚历山大·瓦西里耶夫和易尔凡·沙希德也认为这是有可能的。两位拜占庭帝国史家尼基乌的约翰和君士坦丁·马纳塞斯称小希拉克略（老希拉克略之子）是个卡帕多西亚人，这可能指的是他的出生地而不是他的血统。

## 家族
普世牧首尼基弗鲁斯一世的《简史》中提到，老希拉克略有个名叫格雷戈拉斯（Gregoras）的弟弟，格雷戈拉斯有一子名叫尼刻塔斯。忏悔者狄奥菲内斯则指出老希拉克略的妻子（希拉克略皇帝的母亲）名叫埃皮菲妮娅（Epiphania）。狄奥菲拉克特、尼基乌的约翰、尼基弗鲁斯、狄奥菲内斯、希拉波利斯的阿伽皮乌斯、《苏达辞书》、乔治·克德瑞诺斯、约安内斯·佐纳拉斯、叙利亚的米海尔、《1234年编年史》、尼基弗鲁斯·卡里斯图斯·克山索普罗斯均指出老希拉克略是希拉克略皇帝的父亲，但没有记载提及希拉克略皇帝的兄弟姐妹，不过基本可以肯定，老希拉克略就是他们的父亲。
希拉克略皇帝的兄弟姐妹中，最可证实的是弟弟狄奥多尔，尼基弗鲁斯提及他的妹妹玛利亚，认为她就是希拉克略皇帝即位后所娶的亲侄女玛蒂娜的母亲；但乔治·克德瑞诺斯和叙利亚的米海尔都认定玛蒂娜是希拉克略的另一个名字未知的兄弟的女儿，这一点上存在争议。狄奥菲内斯还简要提到了希拉克略皇帝有个名叫格雷戈拉斯的兄弟，记载他于652或653年死于赫利奥波利斯（今巴勒贝克），这很有可能是他误解了格雷戈拉斯和希拉克略皇帝的关系（格雷戈拉斯应该是老希拉克略的兄弟）。

## 生涯

### 在菲利皮科斯麾下
586年，老希拉克略第一次在记载中出现，当时他是菲利皮科斯手下的一位将军，随军参加了572-591年的拜占庭-萨珊波斯战争。在那一年的春天，老希拉克略在索拉孔战役中担任拜占庭的中军指挥官。战斗结束后，他又被派去执行侦察任务，确定萨珊波斯的援军是否已抵达战区。

565-591年间的拜占庭-波斯边界

之后，拜占庭军向亚美尼亚的阿赫兹尼克地区进攻，包围了这一地区的主要城市Chlomaron（又名提格拉诺刻尔特）；这时，两个地方首领约维乌斯（Jovius）和马鲁萨斯（Maruthas）向拜占庭军投诚。他们承诺向拜占庭军指出一处可修建坚固要塞的要地，这座要塞可保卫从托罗斯山脉到哈卡里的通道，确保拜占庭军自阿赫兹尼克向萨珊亚美尼亚乃至下美索不达米亚进攻的道路畅通。菲利皮科斯命令老希拉克略去办这件事，跟随向导到他们所说的地点确定情况。
二十个人陪同老希拉克略去执行任务，他们轻装行进，但不幸碰到了卡尔达里甘率领的波斯援军。狄奥菲拉克特的记载称“卡尔达里甘率领的部队并非职业军人，而是没有军事经验的人；他还带着一群骆驼以及其他驮兽以运输行李。”，尽管如此，波斯军还是攻击了老希拉克略的小队，逼得他们在山脊间东躲西藏。晚上，老希拉克略派遣一个信使到菲利皮科斯的营地，警告他波斯人即将到达。
在混乱的撤退后，拜占庭军回到自己的领土上，驻军阿米达，并着手修复伊兹拉山上的旧堡垒。这时菲利皮库斯生病，把一部分军队的指挥权交给了老希拉克略。狄奥菲拉克特接下来叙述：
狄奥菲拉克特的史书中记载老希拉克略与菲利皮科斯一起在狄奥多西波利斯过冬。
587年春天，菲利皮科斯再次因患病无法指挥，他把三分之二的部队交给老希拉克略，其余交给狄奥多尔（Theodore）和安德莱斯（Andreas）两位将军，派他们进攻波斯领土。老希拉克略围攻了一座坚固的要塞（记载中没有名字），在攻城武器的日夜轰击下，要塞最终被攻陷。在忏悔者狄奥菲内斯的记载中，老希拉克略随后参加了狄奥多尔围攻贝欧代斯（Beioudaes）的战斗；但这个记载可能有误，狄奥菲内斯可能是误解了狄奥菲拉克特记载中的相关段落。
587年末，菲利皮科斯计划返回君士坦丁堡，留下老希拉克略带领军队过冬。这段时间里，他试图提振军队的士气，按狄奥菲拉克特的说法，老希拉克略“对罗马军队中的逃兵加以处罚，那些好逸恶劳，四处游荡的的人，在被惩罚后找回了理智。”558年初，莫里斯皇帝用普利斯库斯取代了菲利皮科斯，后者写信给老希拉克略，令他把军队交给纳尔塞斯后返回亚美尼亚；但这封信中又通知士兵：新的法令通过，他们的薪水降低了四分之一。听到消息的士兵发动兵变，拒绝听命普利斯库斯。直到皇帝取消命令，重新任命菲利皮科斯为东方军队司令，兵变才平息。

### 在科墨恩提奥卢斯麾下
598年秋，老希拉克略再一次在记载中出现，他作为科墨恩提奥卢斯手下的将领，参加了西萨尔巴农（Sisarbanon）战役，这场战斗发生在尼西比斯（今努赛宾）附近。据狄奥菲拉克特的记载，科墨恩提奥卢斯在战斗中逃跑，前往狄奥多西波利斯（不是上文中的同名城市，在今艾因角），老希拉克略接管了军队，带兵战胜了敌军。但这位史家生活在希拉克略皇帝统治时期，这一记载有可能是在歪曲事实，突出皇帝之父老希拉克略的功绩。与老希拉克略同时代的另一位史家“院长”厄瓦格利乌斯在记载此战时，根本没有提到老希拉克略。

### 在亚美尼亚
595年，记载提到老希拉克略正担任亚美尼亚的陆军总长，他的前任可能是约翰·迈斯塔康。亚美尼亚史家塞博俄斯记载了他在任时的事迹，莫里斯派遣他去平定萨缪尔·瓦赫乌尼（Samuel Vahewuni）和阿塔特·库尔库鲁尼（Atat Khorkhoruni）的叛乱，同时派哈马扎斯普·马米科尼扬协助他。
老希拉克略在亚美尼亚呆的时间并不长，但这一任命也暗示了老希拉克略与亚美尼亚的联系，他的接任者可能是苏伦（Suren）。

### 担任阿非利加总督
608年，记载中提到老希拉克略已成为贵族（一种军事头衔），并担任阿非利加总督。据普世牧首尼基弗鲁斯一世的记载，在602年福卡斯发动叛乱，推翻并杀害莫里斯皇帝之前，老希拉克略就已经是阿非利加总督了。他可能是接替了598-600年间的临时总督英诺森提乌斯（Innocentius）的位子。这一任命证明莫里斯皇帝对老希拉克略的忠诚有充分的信任（因为这一职位具有相当大的权力）。莫里斯皇帝被害的消息传来后，老希拉克略和他的属下都表示强烈哀悼，赞扬了死去皇帝的功绩。
阿非利加总督这一职位掌握着阿非利加地区的民政与军事大权，其官署设在迦太基。19世纪后期及20世纪早期的历史学家认为老希拉克略得到的这一任命具有特殊意义，甚至以此为基础，推测老希拉克略与阿非利加或西部帝国之间有密切的联系。但后来的历史学家指出，这一任命并没有那么特殊，反而更像是一种常例，在6世纪，也有数位拜占庭指挥官在东部地区开始军事生涯（往往是在上美索不达米亚），后又被调往北非任职。没有迹象可以表明这种从帝国东部到西部的调动是不寻常的。
20世纪历史学家夏尔·迪尔曾认为7世纪时，阿非利加地区经历了人口和经济的衰退，还面临着敌对的柏柏尔部落的威胁。但后来的历史学家凭借新的考古资料，改变了这种认识：整个总督区仍是拜占庭帝国中较富裕的地区，尽管其财富与地位都不如埃及。与巴尔干半岛、美索不达米亚和高加索地区相比，这里的战乱不多，居民们也更安全。有证据可表明，7世纪时，阿非利加与高卢的法兰克王国存在贸易往来；农业也很发达，尤其是在迈杰尔达河流域，出产粮橄榄油和葡萄酒，不仅满足了食物需求，也提供了贸易商品，另外渔业也很发达。当地的精英们出资修建教堂，留下了一些艺术品（多数与墓葬有关），其中最著名的是镶嵌画。老希拉克略也与当地的精英们建立了联系，他的儿子希拉克略的第一任妻子优多基娅的父亲就是阿非利加的一位地主。

### 叛乱
608年，老希拉克略以阿非利加总督区为基地发动了针对福卡斯皇帝的叛乱。后来的拜占庭史家将其反叛动机归于为莫里斯皇帝复仇，这可能确实是一大动机；但叛乱无疑也掺杂了政治因素，用现代历史学家沃尔特·凯基（Walter Emil Kaegi）的话说，是“冷酷的政治算计”：迦太基据君士坦丁堡很远，福卡斯无法轻易平叛，阿非利加地区足够富裕，可以维持他的政府，反而是福卡斯的政权需要阿非利加的财政和粮食支持；波斯国君库斯老二世已经对帝国展开了进攻，攻占了达拉，并继续向拜占庭领土推进，关于这场战争的消息已很好地传到老希拉克略的耳朵里。福卡斯面临两线作战，使得他无法集中力量，增加了叛乱成功的机会。
叛乱后，老希拉克略与他的同名儿子一起被宣布为执政官。记载中没有说明这是如何实现的，可能是老希拉克略自行宣布，也可能是按程序由迦太基的元老院正式任命的（但实际迦太基元老院并没有任命罗马执政官的权利）。但无论如何，这一举动传递了明确的信号，自查士丁尼一世以后，执政官实际上就成为拜占庭皇帝头衔的一部分，老希拉克略宣布自己为执政官，就迈出了称帝的第一步，同时也凭借罗马的历史传统，宣告了自己的合法正统性。迦太基以及后来亚历山大的铸币厂铸造了印有老希拉克略及其同名儿子穿执政官袍的半身像的金币。
安条克的约翰与牧首尼基弗鲁斯都在记载中指出，禁卫军伯爵、福卡斯的女婿普利斯库斯（与当年被任命为菲利皮科斯的普利斯库斯是同一人）与老希拉克略有暗中往来，据记载，他对皇帝怀恨在心，他向老希拉克略承诺，会支持他的叛乱，但这个故事有些可疑，尽管普利斯库斯后来确实在君士坦丁堡前临阵倒戈，但没有证据表明他在最初就煽动老希拉克略叛乱。尼基弗鲁斯的记载还称，叛乱前，老希拉克略与弟弟格雷戈拉斯进行了商议，格雷戈拉斯还希望事成之后让自己的儿子尼刻塔斯称帝，现代历史学家认为这是不太可能的。
609–610年的局势对福卡斯来说非常糟糕，他们在与波斯人的战斗中失败，波斯军攻入了美索不达米亚、亚美尼亚、叙利亚和安纳托利亚诸行省；610年，老希拉克略派侄子尼刻塔斯攻打埃及，博努斯前往埃及组织防御，但在亚历山大城外被击败，尼刻塔斯遂占领了整个行省。他帮助仁慈的约翰当选亚历山大牧首，约翰则帮助他建立了稳固的统治；斯拉夫人则夺取了伊利库姆北部，在萨洛尼卡和安纳托利亚和叙利亚的城市里，赛车蓝党、绿党争斗不断，犹太人也在叙利亚地区发动了暴乱。君士坦丁堡的民众也嘲讽福卡斯是个酒鬼。
610年，攻下埃及后，叛军开始进攻叙利亚和塞浦路斯，同时沙赫尔巴拉兹率领的波斯大军逼近了安条克。老希拉克略的同名儿子，后来的希拉克略皇帝则率一支大型舰队航向君士坦丁堡。来自西西里、克里特和萨洛尼卡的许多民众都加入了叛军，610年10月，他们在君士坦丁堡登陆。福卡斯可用的部队只剩下帝国卫队及首都的赛车蓝、绿党的非正规军。普利斯库斯选择在这个时候响应叛乱，率帝国卫队临阵倒戈，绿党也加入叛军，小希拉克略轻而易举地占领了君士坦丁堡。
小希拉克略很快称帝，处死了福卡斯以及他的几个亲信和支持者。据尼基乌的约翰的记载，老希拉克略为儿子的成功而欣喜，随后不久去世。

## 评价
虽然老希拉克略可以称得上是他那个时代的一位优秀将领，但他的成就微乎其微。可以说，一些拜占庭史家在记载中努力拔高老希拉克略事迹的重要性，以此来突出（小）希拉克略这位皇帝有个光荣的出身。

## 脚注和参考文献

### 脚注
1. ↑  Cameron, Ward-Perkins & Whitby 2000，第561頁; Kaegi 2003，第21–22頁.
2. 1 2 3 4 5 6 7  Martindale, Jones & Morris 1992，第584頁.
3. ↑  这段记载出自《狄奥菲拉科特·西莫卡塔的历史》第三卷，原文如下："And so Philippicus had learned during his journey that Priscus had been accredited as general by the emperor; on reaching Tarsus he composed messages to Heraclius the Elder which indicated that, after leaving the army, he should return to his own city when he came to Armenia, and surrender the army to Narses, the commander of the city of Constantina." (Whitby & Whitby 1986，第72頁)
4. ↑  Kaldellis, Anthony (2019). Romanland: Ethnicity and Empire in Byzantium, p.183, Harvard University Press. ISBN 9780674986510.
5. ↑  Theophylact Simocatta, III.1.1; ed. Whitby & Whitby 1986，第72頁.
6. ↑  Arakelyan 1976，第232頁.
7. 1 2 3 4  Kaegi 2003，第21 (Footnote #4)頁.
8. 1 2 3 4  Cawley 2006–2016，Family of Emperor Heraklius.
9. ↑  Theophylact Simocatta, II.5.9–11; ed. Whitby & Whitby 1986，第49–50頁.
10. ↑  Theophylact Simocatta, II.7.1, 7.6–11; ed. Whitby & Whitby 1986，第51–52頁.
11. ↑  Theophylact Simocatta, II.8.1–5; ed. Whitby & Whitby 1986，第52–53頁.
12. 1 2  Theophylact Simocatta, II.9.16–10.1, 10.4–5; ed. Whitby & Whitby 1986，第53-54頁.
13. ↑  Theophylact Simocatta, II.9.17-10.4 ed. Whitby & Whitby 1986，第54頁.
14. ↑  Martindale, Jones & Morris 1992，第584–585, 1023頁.
15. ↑  Theophylact Simocatta, II.10.6–7, 18.1–6; ed. Whitby & Whitby 1986，第57, 68頁.
16. 1 2  Martindale, Jones & Morris 1992，第585, 1023頁.
17. ↑  Theophylact Simocatta, II.18.26 and III.1.1–2.
18. ↑  Martindale, Jones & Morris 1992，第1052–1053頁; Whitby 1988，第154, 286–288頁.
19. ↑  Dodgeon, Greatrex & Lieu 2002，第170]頁
20. 1 2 3  Martindale, Jones & Morris 1992，第585頁.
21. ↑  Whitby 1988，第290頁.
22. ↑  Robert Bedrosian, Sebeos's History (1985 Translation), Chapters 6–7 （页面存档备份，存于）.
23. ↑  Kaegi 2003，第22頁.
24. ↑  Martindale, Jones & Morris 1992，第511, 585, 622頁.
25. 1 2 3  Kaegi 2003，第25頁.
26. ↑  Kaegi 2003，第27–28頁.
27. 1 2  Kaegi 2003，第36頁.
28. ↑  Treadgold 1997，第240頁.
29. ↑  Kaegi 2003，第39頁.
30. ↑  Kaegi 2003，第40頁.
31. ↑  Kaegi 2003，第42–43頁.
32. ↑  Kaegi 2003，第53頁
33. ↑  Kaegi 2003，第87頁
34. ↑  Dodgeon, Greatrex & Lieu 2002，第194頁
35. ↑  Treadgold 1997，第240–241頁.
36. 1 2  Treadgold 1997，第241頁.
37. ↑  Charles 2007，Chapter CX, 11–13.
38. ↑  原文："Although the achievements of his father, Heraclius the Elder, were modest, later historians magnified his military achievements as part of their program to exalt and praise his son."（Kaegi 2003，第21頁）